# Fränkische Mehlbeere
Die Fränkische Mehlbeere (Sorbus franconica), auch als Fränkische Bastard-Mehlbeere bezeichnet, ist eine Pflanzen-Art, die zum Komplex der Bastard-Mehlbeeren (Sorbus latifolia agg.) gehört. Sie ist ein Laubbaum, der vermutlich aus einer Hybridisierung der Hügel-Mehlbeere (Sorbus collina) aus der Sorbus aria-Gruppe mit der Elsbeere (Sorbus torminalis) hervorgegangen ist. Sie ist eine apomiktische Art und pflanzt sich ungeschlechtlich fort.
Alexander Sennikov und Arto Kurtto führen die Art seit 2017 unter dem Namen Karpatiosorbus franconica.

## Beschreibung

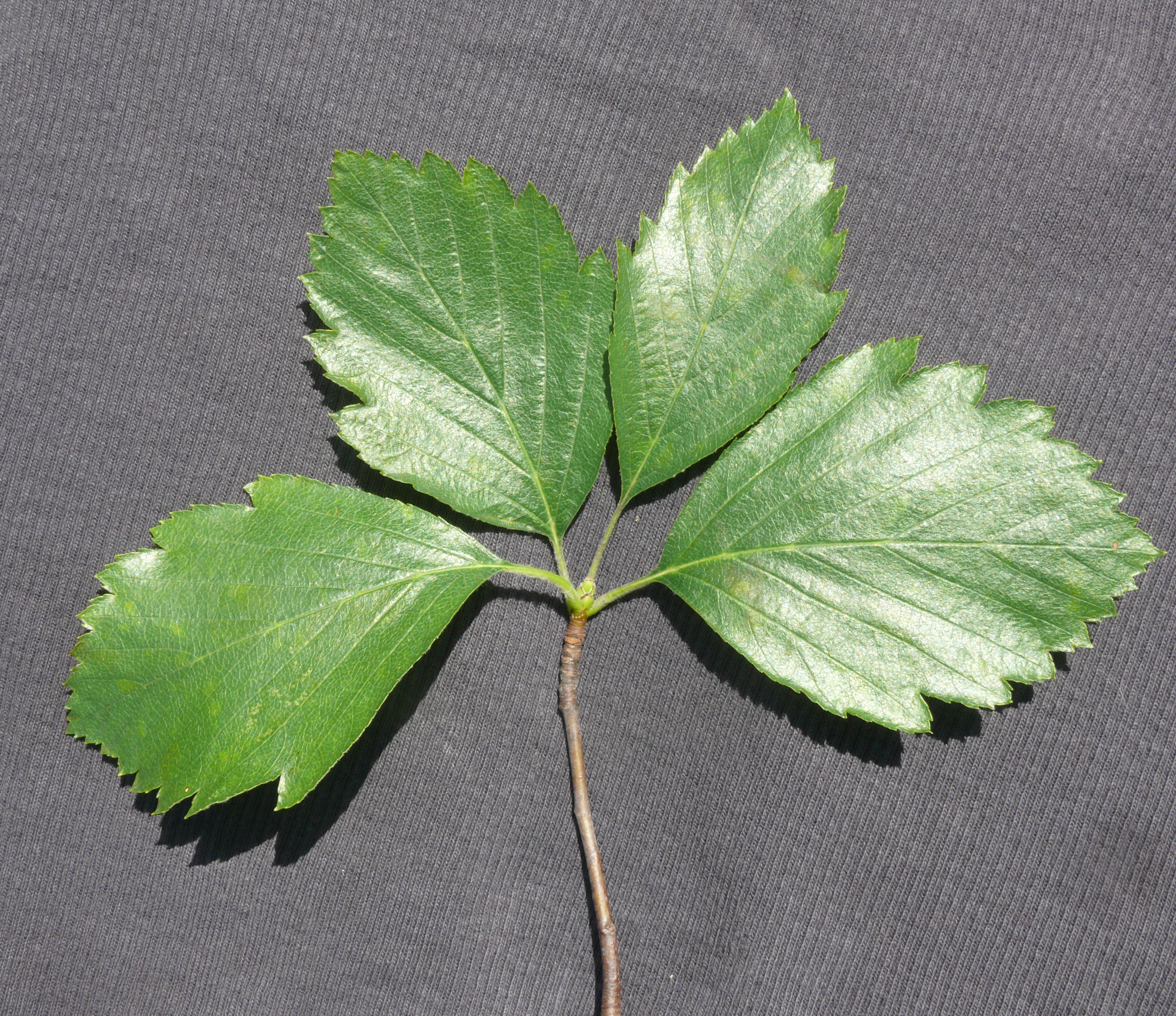
Kurztrieb der Fränkischen Mehlbeere

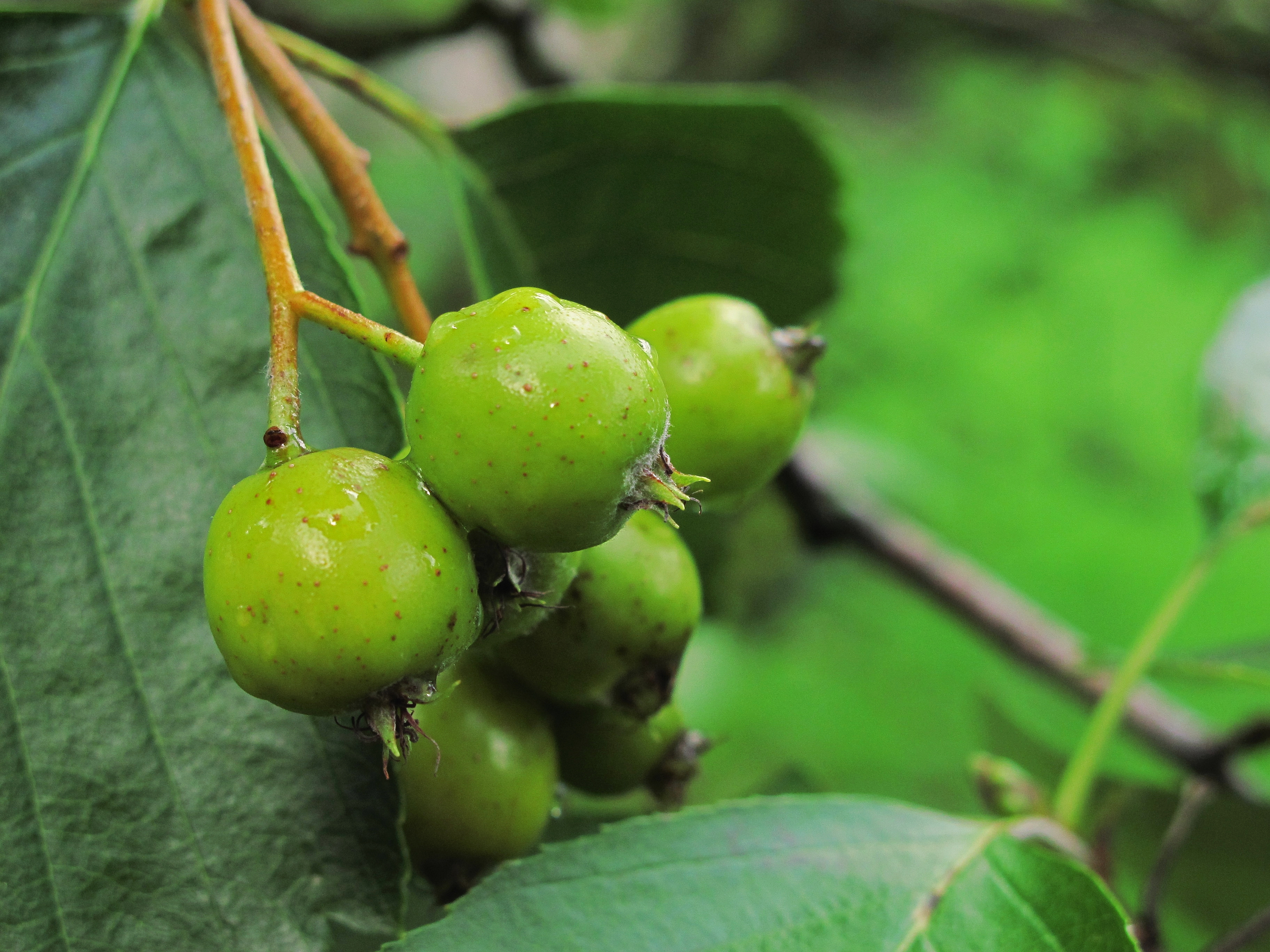
Unreife Früchte der Fränkischen Mehlbeere

Die Fränkische Mehlbeere ist ein sommergrüner, bzw. laubabwerfender Baum oder Strauch, der Wuchshöhen von 10 (selten bis 15) Metern erreicht und oft als mehrstämmiger Stockausschlag auftritt. Die Blätter sehen denen der Badischen Mehlbeere (Sorbus badensis) sehr ähnlich. Sie besitzen einen 10 bis 15 Millimeter langen Blattstiel. Die Blattspreite wird 7,5 cm lang und 4,5 cm breit. Sie hat eine stumpf-keilförmige Basis und läuft nach oben hin spitz zusammen. Die Blätter besitzen vier, manchmal auch fünf Paar spitze Lappen und gewöhnlich neun (seltener acht oder zehn) Paar Seitennerven. Blätter steriler Kurztriebe weisen oft ein Lappenpaar mehr und ein Paar Seitennerven weniger auf als die fertiler Kurztriebe. Die Tiefe der Lappeneinschnitte beträgt dort 5 bis 7 Millimeter. Der Durchmesser der Blatthaare schwankt zwischen 9 und 11 Mikrometer.
Die eiförmigen orangegelben Früchte sehen einem kleinen Apfel ähnlich. Sie erreichen eine Länge von 10 bis 12 Millimeter und eine Breite zwischen 10 und 11 Millimeter. Die Epidermis der Frucht zeigt Lentizellen mit einem Durchmesser von 0,2 Millimeter. Die dreieckigen Fruchtkelchblätter sind von fleischiger Beschaffenheit, vertrocknen nach der Blüte nicht und bleiben bis zur Reife gespreizt.
Der Pollen ist bis zu 60 Prozent taub, die Keimrate wird als gut bezeichnet.

## Vorkommen

### Verbreitung
Diese Art ist endemisch im Norden des Freistaates Bayern. Sie wächst dort im Wiesent-Jura in der Fränkischen Schweiz. Die Fränkische Mehlbeere ist schon recht selten geworden, wird aber von der Bundesartenschutzverordnung nicht besonders geschützt. Nach der Roten Liste gilt sie im Freistaat Bayern als gefährdet.

### Standort
Die Fränkische Mehlbeere bevorzugt lichte, buchenreiche Mischwälder. Sie wächst stets auf Weißjurakalkböden, besonders auf Dolomit. Man findet sie in der Fränkischen Schweiz in Höhenlagen zwischen 450 und 500 Metern. Gewöhnlich wächst die Fränkische Mehlbeere in Gesellschaft mit den beiden Elternarten. Bisweilen tritt ein Elter zurück, auch können beide Elternarten fehlen. Sie verträgt mehr Schatten als Sorbus aria und besiedelt höhere Lagen als Sorbus torminalis.

## Botanische Geschichte
Kaufmann (1892) und August Friedrich Schwarz (1915) gaben die heutige Art in Lokalfloren für mehrere Fundstellen als Bastard an. Auf Joseph Friedrich Nicolaus Bornmüller (1918) geht die Bezeichnung Sorbus franconica zurück. Er fasste die Sippe als einen Bastard von Sorbus graeca und Sorbus torminalis auf. Zoltan Kárpáti teilte die Sorbus latifolia-Gruppe 1960 in eine derb- und kleinblättrige Sorbus franconica-Gruppe (Sorbus graeca × Sorbus torminalis) und eine weich- und großblättrige Sorbus latifolia-Gruppe (Sorbus aria × Sorbus torminalis) auf. Auch aufgrund der Ergebnisse von Flavonoid-Untersuchungen gilt diese Gliederung überwiegend hypothetisch. Ruprecht Düll (1961) gab der Sippe als apomiktisches Taxon Artrang. Konrad Gauckler erweiterte die bis dato bekannten Fundstellen und vermerkte die neu gefundenen Wuchsorte auf den von Schwarz angelegten Manuskriptkarten.
Zur Fränkischen Mehlbeere wurden in den 1970er bis 1990er Jahren auch Vorkommen in der südlichen Fränkischen Alb zugeordnet, die aber in der Revision von Meyer u. a. (2005) als eigenständige Kleinarten abgetrennt wurden. Im Raum Regensburg wird die Fränkische Mehlbeere durch drei Taxa (Sorbus ratisbonensis, Sorbus mergenthaleriana und Sorbus hoppeana) ersetzt, im Altmühltal durch Sorbus eystettensis, im Ries durch Sorbus fischeri.